# SIAI-Marchetti
SIAI-Marchetti — итальянская авиастроительная компания, наиболее известная благодаря своим самолётам, использовавшимися Италией во время Гражданской войны в Испании и Второй мировой войны.

## История
Основана в 1915 году как Società Idrovolanti Alta Italia, (сокр. итал. SIAI, Компания гидропланов Северной Италии). После Первой мировой войны к названию было добавлено Savoia, когда SIAI купила компанию Società Anonima Costruzioni Aeronautiche Savoia, принадлежавшую ранее авиаинженеру Умберто Савойя.

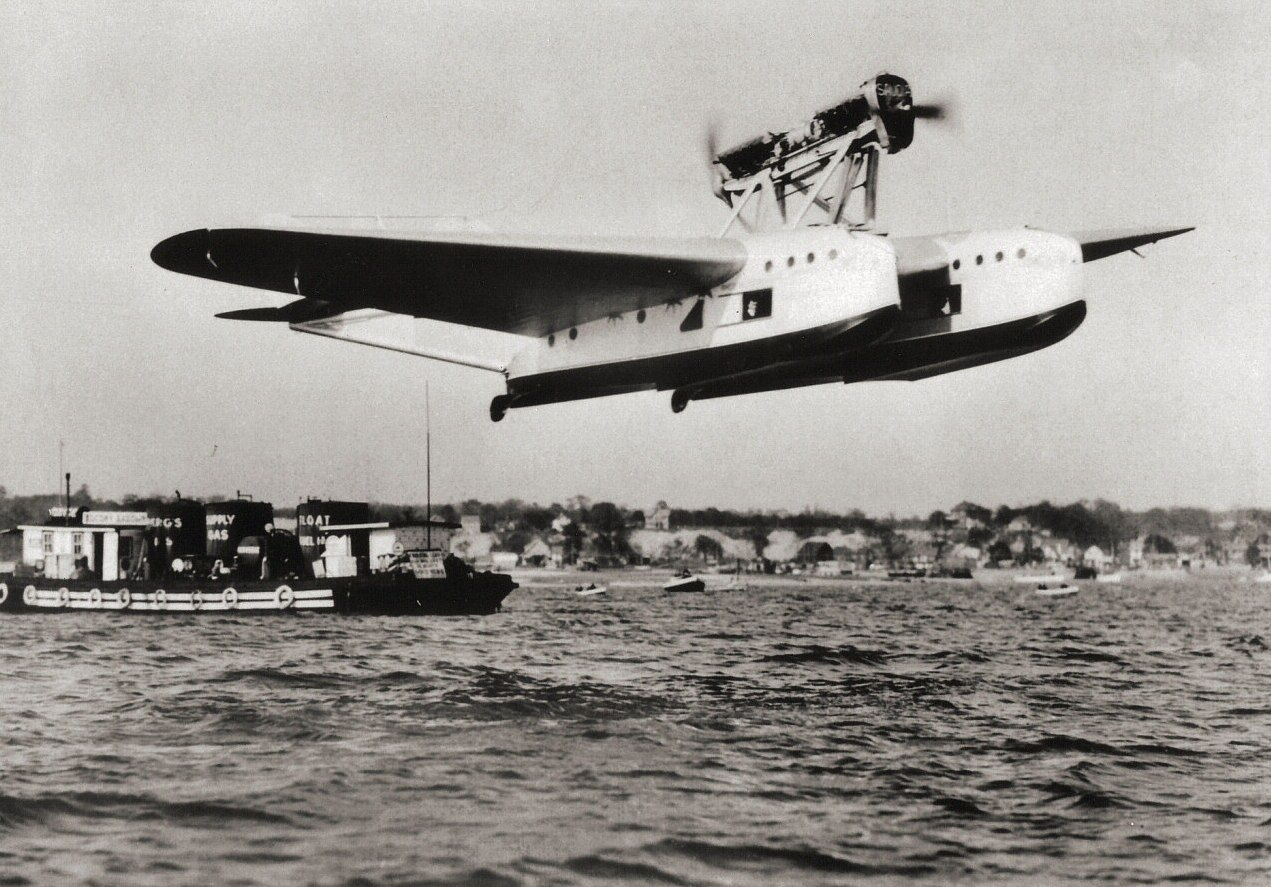
Гидроплан-катамаран S.55

В 1922 году компанию возглавил авиационный конструктор Алессандро Маркетти, и с того времени марка самолётов стала именоваться Savoia-Marchetti. Первоначальной продукцией компании были гидросамолёты. Одной из наиболее совершенных и популярных в мире стала модель тяжелого гидроплана-катамарана S.55 представленного в 1924 году. Было построено почти 250 единиц этих самолётов, которые использовались в качестве пассажирских не только в Италии, но и экспортировались в Румынию, а также в СССР.

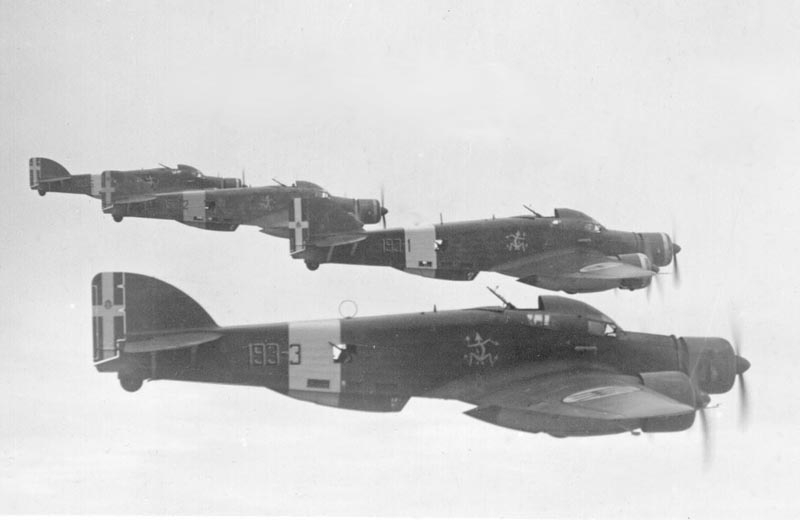
Бомбардировщики Savoia-Marchetti SM.79 Sparviero

С начала 1930-х годов по инициативе маршала авиации Бальбо компания расширила свою деятельность, постепенно, перейдя с созданию самолётов наземного базирования. Одной из самых известных моделей стал бомбардировщик Savoia-Marchetti SM.79 Sparviero (Воробей) производство которого началось в 1934 году. Он стал одним из наиболее массовых итальянских бомбардировщиков, участвовал в гражданской войне в Испании и во Второй мировой. В последующие годы было создано ещё несколько моделей бомбардировщиков. После капитуляции Италии в сентябре 1943 года производственные мощности компании попали под оккупацию немцев и подверглись бомбардировкам со стороны союзников.
После войны компания занималась производством железнодорожного оборудования, а в 1951 году была объявлена банкротом. В 1953 году возобновила свою деятельность выпуская учебно-тренировочные самолеты для ВВС Италии. В 1983 году была выкуплена вертолётостроительной фирмой Augusta (ит.).

## Самолёты, производившиеся компанией
- SIAI S.8 — двухместная патрульная летающая лодка (1917)
- SIAI S.9 — двухместная летающая лодка (1918)
- SIAI S.12 — двухместная патрульная летающая лодка (1918) и гоночная летающая лодка (Savoia S.12, 1920)
- SIAI S.13 — двухместная патрульная летающая лодка (1919)
- SIAI S.16 — летающая лодка (1919)
- SIAI S.17 — гоночная летающая лодка (1920)
- SIAI S.19 — гоночная летающая лодка (1920)
- SIAI S.21 — гоночная летающая лодка (1921)
- SIAI S.22 — гоночная летающая лодка (1921)
- SIAI S.50 — 1922 redesignation of Marchetti MVT fighter prototype (1919)
- SIAI S.51 — гоночная летающая лодка (1922)
- SIAI S.52 — прототип истребителя (1924)
- Savoia-Marchetti S.55 — двухкорпусная летающая лодка (1924)
- Savoia-Marchetti S.56 — трехместная летающая лодка (1924)
- Savoia-Marchetti S.57 — патрульная летающая лодка (1923)
- SIAI S.58 — (1924)
- Savoia-Marchetti S.59 — летающая лодка (бомбардировщик/разведчик) (1925)
- Savoia-Marchetti S.65 — (1929)
- Savoia-Marchetti S.66 — 22-passenger flying boat (1931)
- Savoia-Marchetti S.71 — лёгкий восьмиместный транспортный самолёт (1930)
- Savoia-Marchetti S.72 — бомбардировщик/транспортный самолёт (1934)
- Savoia-Marchetti S.73 — (1934)
- Savoia-Marchetti SM.62 — патрульная летающая лодка (1926)
- SIAI S.67 — single-seat flying boat fighter (1930)
- Savoia-Marchetti SM.74 — транспортно-пассажирский самолёт (1934)
- Savoia-Marchetti SM.75 — транспортно-пассажирский самолёт (1937)
- Savoia-Marchetti SM.76 — транспортно-пассажирский самолёт (1939)
- Savoia-Marchetti SM.77
- Savoia-Marchetti S.78 — bomber/reconnaissance flying boat (1932)
- Savoia-Marchetti SM.79 Sparviero — бомбардировщик (1934)
- Savoia-Marchetti SM.81 Pipistrello — бомбардировщик/транспортный самолёт (1935)
- Savoia-Marchetti SM.82 Canguru — тяжёлый бомбардировщик/транспортный самолёт (1939)
- Savoia-Marchetti SM.83 — десятиместный пассажирский самолёт (1937)
- Savoia-Marchetti SM.84 — бомбардировщик/торпедоносец (1940)
- Savoia-Marchetti SM.85 — пикирующий бомбардировщик (1936)
- Savoia-Marchetti SM.86 — пикирующий бомбардировщик (1940)
- Savoia-Marchetti SM.87 — floatplane version of SM.75 (1940)
- Savoia-Marchetti SM.88 — прототип двухмоторного тяжёлого истребителя (1939)
- Savoia-Marchetti SM.89 — бомбардировщик (1941)
- Savoia-Marchetti SM.90 — prototype transport (re-engined SM.75)
- Savoia-Marchetti SM.91 — прототип двухмоторного тяжёлого истребителя (1943)
- Savoia-Marchetti SM.92 — прототип двухмоторного тяжёлого истребителя (1943)
- Savoia-Marchetti SM.93 — пикирующий бомбардировщик (1943)
- Savoia-Marchetti SM.95 — транспортно-пассажирский самолёт (1943)
- SIAI-Marchetti FN.333 Riviera — (1952)
- SIAI-Marchetti S.205
- SIAI-Marchetti S.210
- SIAI Marchetti F.260 — (1964)